# Ормуаш
Ормуа́ш (фр. Ormoiche) — коммуна во Франции, находится в регионе Франш-Конте. Департамент — Верхняя Сона. Входит в состав кантона Сен-Совёр. Округ коммуны — Люр.
Код INSEE коммуны — 70398.

## География
Коммуна расположена приблизительно в 320 км к востоку от Парижа, в 70 км севернее Безансона, в 24 км к северо-востоку от Везуля.
По территории коммуны протекают реки Лантерн и Брёшен. Около 2/3 территории коммуны покрыто лесами.

## Население
Население коммуны на 2010 год составляло 72 человека.
| 1962 | 1968 | 1975 | 1982 | 1990 | 1999 | 2010 |
| ---- | ---- | ---- | ---- | ---- | ---- | ---- |
| 62   | 70   | 60   | 76   | 68   | 61   | 72   |

## Экономика

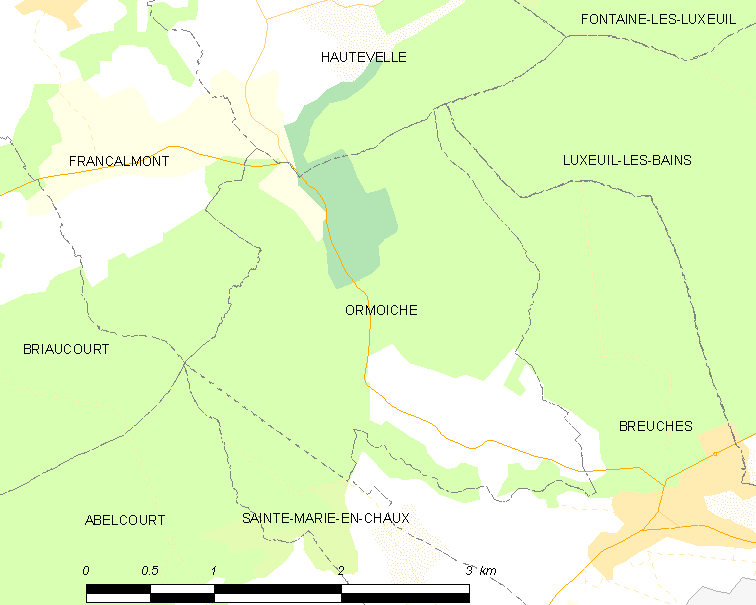
Карта коммуны

В 2010 году среди 50 человек трудоспособного возраста (15—64 лет) 27 были экономически активными, 23 — неактивными (показатель активности — 54,0 %, в 1999 году было 71,8 %). Из 27 активных жителей работали 25 человек (12 мужчин и 13 женщин), безработных было 2 (1 мужчина и 1 женщина). Среди 23 неактивных 3 человека были учениками или студентами, 9 — пенсионерами, 11 были неактивными по другим причинам.